# Нова демократска иницијатива Косова
Нова демократска иницијатива Косова (алб. Iniciativa e Re Demokrarike e Kosovës; скраћено НДИК или IRDK) је политичка странка у Републици Косово, регистрована 19. јула 2001. године. Залаже се за интересе Балканских Египћана. Седиште јој се налази у Пећи.

## Резултати на изборима
| Година | Гласови | % од важећих | Мандати | Мандати за Р, А и Е | +/–        | Влада           |
| ------ | ------- | ------------ | ------- | ------------------- | ---------- | --------------- |
| 2001.  | 3.976   | 0,50         | 2 / 120 | 2 / 4               | 2          | —               |
| 2004.  | 2.658   | 0,39         | 2 / 120 | 2 / 4               | Стагнација | —               |
| 2007.  | 2.121   | 0,37         | 1 / 120 | 1 / 4               | 1          | —               |
| 2010.  | 1.690   | 0,24         | 1 / 120 | 1 / 4               | Стагнација | —               |
| 2014.  | 1.456   | 0,20         | 0 / 120 | 0 / 4               | 1          | -               |
| 2017.  | 1.520   | 0,21         | 0 / 120 | 0 / 4               | Стагнација | —               |
| 2019.  | 1.755   | 0,21         | 1 / 120 | 1 / 4               | 1          | владина подршка |
| 2021.  | 3.305   | 0,38         | 1 / 120 | 1 / 4               | Стагнација | коалициона      |